# ادوارد هایمور
ادوارد توماس هایمور (به انگلیسی: Edward Thomas Highmore) (زادهٔ ۳ آوریل ۱۹۶۱) بازیگر انگلیسی است. یک هنرپیشه انگلیسی است. او در کینگستون آپون تیمز، لندن زاده شد.

## زندگی و حرفه
هایمور بیشتر به خاطر بازی در نقش لئو هاوارد در مجموعه تلویزیونی درام  دهه ۱۹۸۰ بی‌بی‌سی، راه هاواردز شناخته می‌شود. او همچنین در سال ۱۹۸۴ در مجموعه تلویزیونی سیاره آتش از مجموعه دکتر هو در نقش مالکون ظاهر شد. هایمور در مدرسه بازیگری گیلدفورد تحصیل کرد.
او پدر فردی هایمور بازیگر سینما و تلویزیون که در فیلم سینمایی چارلی و کارخانه شکلات‌سازی (۲۰۰۵) در نقش چارلی باکت بازی کرده است. ادوارد و فردی در فیلم جک و لوبیای سحرآمیز: داستان واقعی در نقش پدر و پسر با یکدیگر هم‌بازی بودند. سو لاتیمر همسر ادوارد، یک عامل استعدادیابی است که دنیل ردکلیف یکی از معروف‌ترین مشتریان او بوده است.

## فیلم‌شناسی
برخی از فیلم‌های ادوارد هایمور عبارتند از:
- دکتر هو (۱۹۸۴)
- الیزابت (۱۹۹۸)
- علی جی اینداهوس (۲۰۰۲)